# Kreisfrequenz

Der Winkel, der aus dem Kreisumfang die Länge des Kreisradius herausschneidet, beträgt 1 Radiant. Der Vollwinkel beträgt also Radiant.

Die Kreisfrequenz ist eine physikalische Größe als Maß dafür, wie schnell eine Schwingung abläuft. Im Gegensatz zur Frequenz gibt sie aber nicht die Anzahl der Schwingungsperioden bezogen auf eine Zeitspanne an, sondern den überstrichenen Phasenwinkel der Schwingung pro Zeitspanne. Als Formelzeichen wird der griechische Buchstabe {\displaystyle \omega } (kleines Omega) verwendet. Da eine Schwingungsperiode einem Phasenwinkel von {\displaystyle 2\pi } entspricht, unterscheidet sich die Kreisfrequenz {\displaystyle \omega } von der Frequenz {\displaystyle f} durch einen Faktor {\displaystyle 2\pi }:
{\displaystyle \omega =2\pi f={\frac {2\pi }{T}}} ,
wobei {\displaystyle T} die Periodendauer der Schwingung ist.
Die Einheit der Kreisfrequenz ist {\displaystyle 1/\mathrm {s} } oder {\displaystyle \mathrm {rad/s} }, wobei {\displaystyle \mathrm {rad} =1} ist. Anders als die Frequenz wird die Kreisfrequenz nicht in Hertz angegeben.

## Zeigermodell

Zeigerdarstellung einer harmonischen Schwingung in der komplexen Ebene (am Beispiel einer Wechselspannung) mit dem zeitabhängigen Argument.

Harmonische Schwingungen lassen sich durch die Rotation eines Zeigers darstellen, dessen Länge der Amplitude der Schwingung entspricht. Die Momentanauslenkung ist dabei die Projektion des Zeigers auf eine der Koordinatenachsen. Wenn man für die Darstellung des Zeigers die komplexe Zahlenebene verwendet, entspricht – je nach Definition – entweder der Realteil oder der Imaginärteil der Momentanauslenkung.
Die Kreisfrequenz {\displaystyle \omega } ist die Änderungsrate des Phasenwinkels {\displaystyle \varphi } des rotierenden Zeigers (siehe nebenstehendes Bild).
In Anpassung an die Einheit der Kreisfrequenz sollte der Winkel hierbei in der Einheit Radiant angegeben werden.
{\displaystyle \omega ={\frac {{\text{d}}\varphi }{{\text{d}}t}}}
Das Zeigermodell ist auf alle Arten von Schwingungen (mechanisch, elektrisch etc.) und Signalen anwendbar. Da eine Schwingungsperiode einer vollen Umdrehung des Zeigers entspricht und der Vollwinkel {\displaystyle 2\pi } beträgt, ist die Kreisfrequenz einer harmonischen Schwingung immer das {\displaystyle 2\pi }-fache ihrer Frequenz. Häufig wird die Angabe der Kreisfrequenz gegenüber der Frequenz bevorzugt, da viele Formeln der Schwingungslehre sich aufgrund des Auftretens trigonometrischer Funktionen, deren Periode per Definition {\displaystyle 2\pi } ist, mit Hilfe der Kreisfrequenz kompakter darstellen lassen: z. B. bei einer einfachen Cosinus-Schwingung: {\displaystyle y={\hat {y}}\cdot \cos(\omega t)} statt {\displaystyle y={\hat {y}}\cdot \cos(2\pi f\,t)}.
Im Falle zeitlich nicht konstanter Kreisfrequenzen wird auch der Begriff momentane Kreisfrequenz verwendet.

## Verwendung in der Schwingungslehre
Eine harmonische Schwingung lässt sich allgemein als Funktion der Kreisfrequenz {\displaystyle \omega } beschreiben:
{\displaystyle x(t)=x_{0}\,\sin \left(\omega t+\varphi _{0}\right)}
Sie kann, wie in der Elektrotechnik üblich, durch den Real- und Imaginärteil eines mit konstanter Winkelgeschwindigkeit rotierenden komplexen Zeigers {\displaystyle {\underline {x}}} in der gaußschen Zahlenebene als Funktion der Kreisfrequenz und der Zeit dargestellt werden. Der zeitabhängige Winkel {\displaystyle \varphi (t)=\omega t+\varphi _{0}} des komplexen Zeigers wird dabei als Phasenwinkel bezeichnet.
{\displaystyle {\underline {x}}(t)=x_{0}\,e^{\mathrm {i} (\omega t+\varphi _{0})}=x_{0}\,(\cos(\omega t+\varphi _{0})+\mathrm {i} \sin(\omega t+\varphi _{0}))}
Der Zusammenhang mit Sinus und Kosinus ergibt sich aus der Eulerschen Formel.

### Kennkreisfrequenz und Eigenkreisfrequenz
Schwingfähige Systeme werden durch die Kennkreisfrequenz und die Eigenkreisfrequenz beschrieben. Ein ungedämpftes frei schwingendes System schwingt mit seiner Kennkreisfrequenz {\displaystyle \omega _{0}}, ein gedämpftes System ohne äußere Anregung schwingt mit seiner Eigenkreisfrequenz {\displaystyle \omega _{d}}. Die Eigenkreisfrequenz eines gedämpften Systems ist stets kleiner als die Kennkreisfrequenz. Die Kennkreisfrequenz wird in der Mechanik auch als ungedämpfte Eigenkreisfrequenz bezeichnet.
Für das Beispiel eines elektrischen Schwingkreises gilt mit dem Widerstand {\displaystyle R}, der Induktivität {\displaystyle L} und der Kapazität {\displaystyle C} für die Kennkreisfrequenz:
{\displaystyle \omega _{0}={\frac {1}{\sqrt {LC}}}}
Für ein Federpendel mit der Federsteifigkeit {\displaystyle c} und der Masse {\displaystyle m} gilt für die Kennkreisfrequenz:
{\displaystyle \omega _{0}={\sqrt {\frac {c}{m}}}}
und mit der Abklingkonstante {\displaystyle \delta =R/{(2L)}} bzw. {\displaystyle \delta =d/{(2m)}} für die Eigenkreisfrequenz:
{\displaystyle \omega _{d}={\sqrt {\omega _{0}^{2}-\delta ^{2}}}}.
Weitere Beispiele siehe Torsionspendel, Wasserpendel, Fadenpendel.

### Komplexe Kreisfrequenz
Aus der komplexen Zeigerdarstellung einer harmonischen Schwingung
{\displaystyle {\underline {x}}(t)=x_{0}\,e^{\mathrm {i} \omega t}}
ergibt sich mit dem üblichen Ansatz
{\displaystyle {\underline {x}}(t)=x_{0}\,e^{st}}
die Verallgemeinerung zur komplexen Kreisfrequenz {\displaystyle s=\sigma +\mathrm {i} \,\omega } mit dem Realteil {\displaystyle \sigma } und der Kreisfrequenz {\displaystyle \omega }. Durch die komplexe Kreisfrequenz {\displaystyle s} kann nicht nur eine konstante harmonische Schwingung mit {\displaystyle \sigma =0} dargestellt werden, sondern auch eine gedämpfte Schwingung mit {\displaystyle \sigma <0} und eine angeregte Schwingung mit {\displaystyle \sigma >0}. Eine klassische Anwendung der komplexen Kreisfrequenz ist die erweiterte symbolische Methode der Wechselstromtechnik.
Eine gedämpfte Schwingung kann wie folgt mit der konstanten komplexen Kreisfrequenz s als komplexer Zeiger dargestellt werden:
{\displaystyle {\underline {x}}(t)=x_{0}\,e^{st}=x_{0}\,e^{(\sigma +\mathrm {i} \omega _{d})t}=x_{0}\,e^{\sigma t}e^{\mathrm {i} \omega _{d}t}=x_{0}\,e^{\sigma t}(\cos(\omega _{d}t)+\mathrm {i} \sin(\omega _{d}t))}
Dabei ist {\displaystyle \omega _{d}} die Eigenkreisfrequenz des schwingfähigen Systems und {\displaystyle \sigma } ist gleich dem negativen Wert der Abklingkonstante: {\displaystyle \sigma =-\delta } (siehe dazu den vorhergehenden Abschnitt).
Bei der Laplacetransformation hat die komplexe Kreisfrequenz {\displaystyle s=\sigma +\mathrm {i} \omega } eine allgemeinere Bedeutung als Variable im Bildbereich der Transformation {\displaystyle F(s)} zur Darstellung beliebiger Zeitfunktionen und Übertragungsfunktionen in der komplexen Frequenzebene („s-Ebene“).

## Beziehung zur Winkelgeschwindigkeit
Häufig wird der Begriff „Kreisfrequenz“ durch eine mechanische Analogie eingeführt: Wenn man einen Punkt eines rotierenden Körpers (oder einen rotierenden Zeiger) senkrecht zur Drehachse auf eine Ebene projiziert, erhält man die Abbildung einer harmonischen (sinusförmigen) Schwingung. Die Kreisfrequenz der Schwingung, die sich aus dieser Projektion ergibt, hat dabei denselben Zahlenwert wie die Winkelgeschwindigkeit des rotierenden Körpers. Diese Projektion ist jedoch lediglich die mechanische Veranschaulichung eines abstrakten Konzepts: Harmonische (d. h. sinusförmige) Schwingungen werden in der komplexen Ebene durch die Rotation eines komplexen Zeigers dargestellt. Durch diese Abstraktion ist der Begriff Kreisfrequenz auf Schwingungen jeder Art (elektrisch, mechanisch etc.) anwendbar und hat keinen direkten Bezug zu rotierenden Körpern. Die Kreisfrequenz beschreibt die abstrakte Änderungsrate des Phasenwinkels in der komplexen Ebene, während die Winkelgeschwindigkeit die Änderung eines physikalischen Winkels an einem physikalischen Körper pro Änderung der Zeit beschreibt.